# Hampden (Nowa Zelandia)
Hampden – miasto w Nowej Zelandii, na Wyspie Południowej, w regionie Otago.